# Serafimovský hřbitov
Serafimovský hřbitov (Серафимовское кладбище) se nachází v Petrohradu nedaleko stanice metra Staraja Děrevňa. Hřbitov má rozlohu 59 ha a pohřbívá se na něm zřídka, sporadické pohřby probíhají zpravidla v severní části a okolo chrámu Serafima Sarovského.